# Horné Srnie
Horné Srnie este o comună din Slovacia aflatâ în districtul Trenčín, regiunea Trenčín. Localitatea se află la altitudinea de 242 m deasupra n.m., se întinde pe o suprafață de 27,26 km2 și în 2017 număra 2.774 de locuitori.
Râul Vlára curge prin comună.

## Istoric
Horné Srnie este atestată documentar din 1439.

## Demografie
| An:                | 1994 | 2004   | 2014   | 2024   |
| ------------------ | ---- | ------ | ------ | ------ |
| Număr de persoane: | 2862 | 2876   | 2795   | 2679   |
| Diferență:         |      | +0,48% | −2,81% | −4,15% |

| An:                | 2023 | 2024   |
| ------------------ | ---- | ------ |
| Număr de persoane: | 2700 | 2679   |
| Diferență:         |      | −0,77% |